# Fluvicola
Genre
Fluvicola est un genre qui regroupe des espèces de passereaux appelées moucherolles.

## Liste d'espèces
D'après la classification de référence du Congrès ornithologique international (ordre phylogénique) :
- Fluvicola pica – Moucherolle pie
- Fluvicola albiventer – Moucherolle à dos noir
- Fluvicola nengeta – Moucherolle aquatique